# Jaguar E-Type

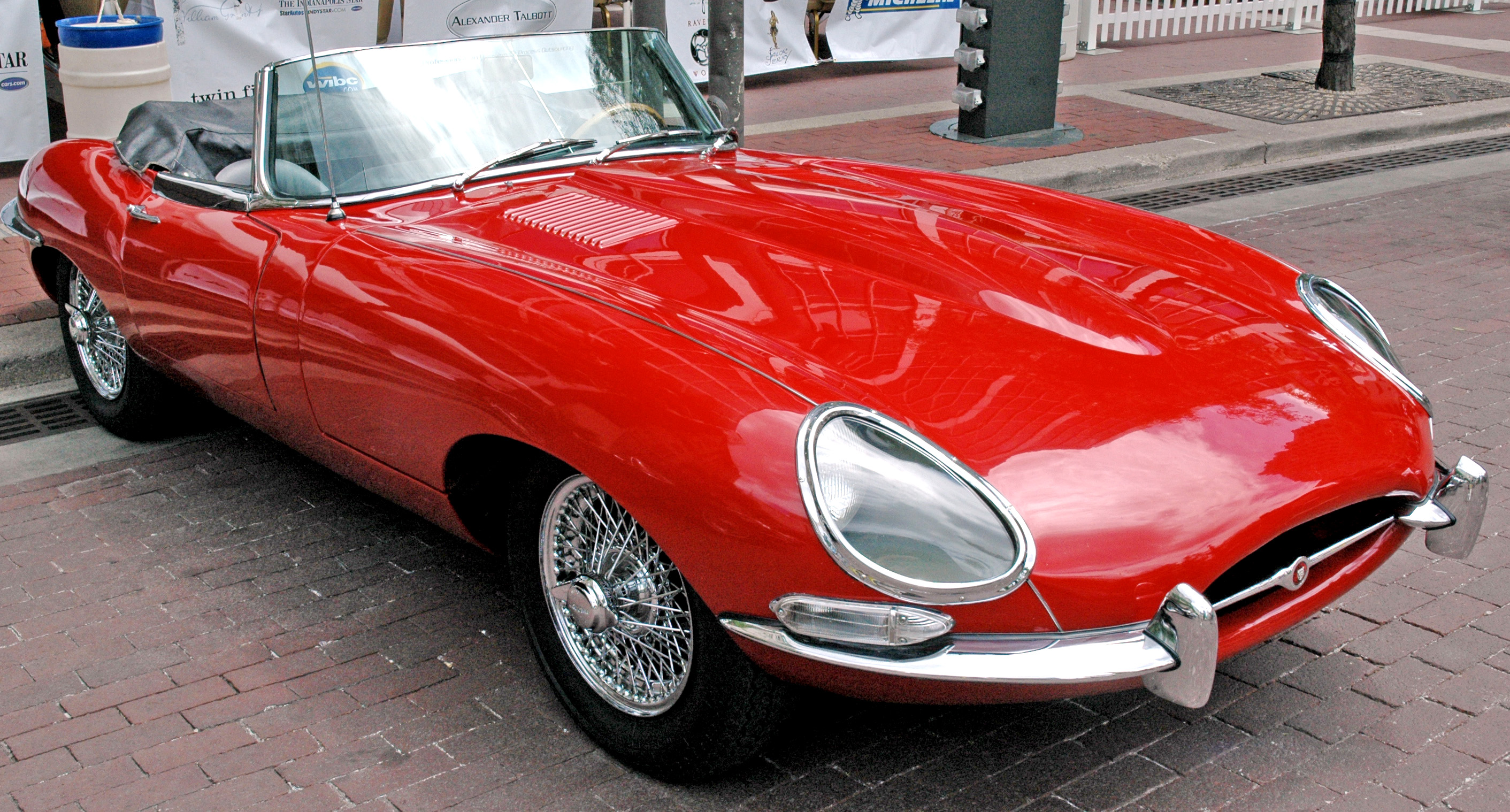
Serie I: 1963er Roadster

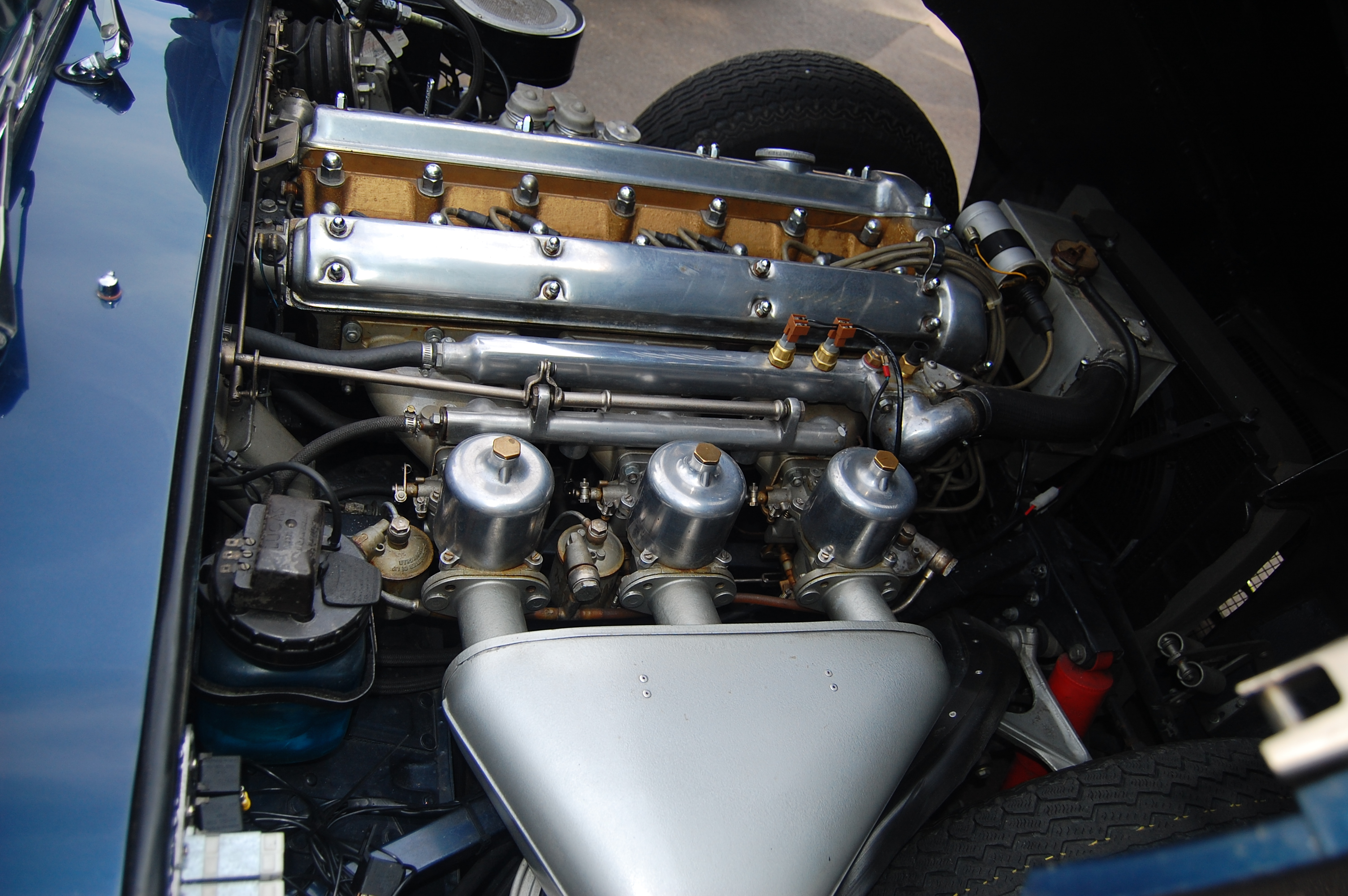
3,8-Liter-Sechszylinder

Der Jaguar E-Type  (in den USA: Jaguar XK-E) war ein Sportwagen-Modell des englischen Autoherstellers Jaguar. Er wurde am 15. März 1961 auf dem Genfer Auto-Salon als Abkömmling des erfolgreichen Rennwagens Jaguar D-Type vorgestellt. Er war als zwei- und 2+2-sitziges Coupé (Fixed-Head Coupé) und als zweisitziger Roadster (OTS oder Open Two Seater) erhältlich.
Der Sechszylinder-Reihenmotor mit 3781 cm³ und 265 bhp/269 PS (197,6 kW) entspricht dem des XK 150 S 3,8 Liter. Er treibt über ein Viergangschaltgetriebe die Hinterräder an. Der E-Type erreicht eine Höchstgeschwindigkeit von knapp 240 km/h. Außer seiner hohen Leistung galt insbesondere das von Malcolm Sayer entwickelte Design als aufregend. Vor allem in den USA wurde der E-Type mit großem Erfolg verkauft. Der Stahlgitterrohrrahmen unter der Motorhaube trägt Motor und Vorderradaufhängung und ist an der Spritzwand mit der im Übrigen selbsttragenden Ganzstahlkarosserie verschraubt. Jaguar ging damit den beim Jaguar D-Type eingeschlagenen Weg weiter.
Neu für die konservative britische Autoindustrie war die hintere Trapezlenkerachse an einem eigenen Hilfsrahmen mit einem Längslenker und zwei Feder-Dämpfer-Einheiten, mit den Antriebswellen als oberen Querlenkern. Die Konstruktion erwies sich hinsichtlich des Fahrverhaltens, des Fahrkomforts und des Aussehens als gelungen und wurde bis 1996 verwendet.

## Vorgeschichte des E-Type
Ein erstes Versuchsmodell, E1A genannt, war bereits im Jahr 1958 fahrbereit. Von dem kurz darauf verschrotteten Prototyp liegen Aufnahmen der Motorsportliebhaberin Margaret Jennings vor. Obwohl der E-Type ein reines Straßenfahrzeug werden sollte, kam der folgende Prototyp E2A 1960 auf die Rennstrecke, als der amerikanische Sportfahrer und Industrielle Briggs Cunningham von den Versuchen bei Jaguar erfuhr und darauf bestand, ein solches Fahrzeug zu bekommen. An der Entwicklung der Karosserie war der britische Spezialbetrieb Abbey Panels beteiligt, der diverse Blechteile zulieferte, darunter die Motorhaube.

## Jaguar E-Type 3,8 Liter
Der Reiz des E-Type lag in seinen Fahrleistungen, in seiner Ausstrahlung und seinem günstigen Preis.
Der 3,8-Liter-Reihensechszylinder (3781 cm³) hat eine Leistung von 269 PS (197,6 kW) bei 5500/min und ein max. Drehmoment von 353 Nm bei 4000/min. Damit beschleunigt der E-Type in ca. 7 Sekunden auf 100 km/h und erreicht eine Höchstgeschwindigkeit von 241 km/h. Kritisiert wurden die anfangs fadingempfindlichen Bremsen. Auch war der Innenraum recht beengt. Die frühen Flat-Floor-Ausführungen werden nur von Puristen geschätzt. Eine Verbesserung wurde erreicht, indem die Bodenbleche im Fußraum etwas abgesenkt und durch eine Aussparung im Blech die Verstellmöglichkeit der Sitzschalen verändert wurden.

## Jaguar E-Type 4,2 Liter

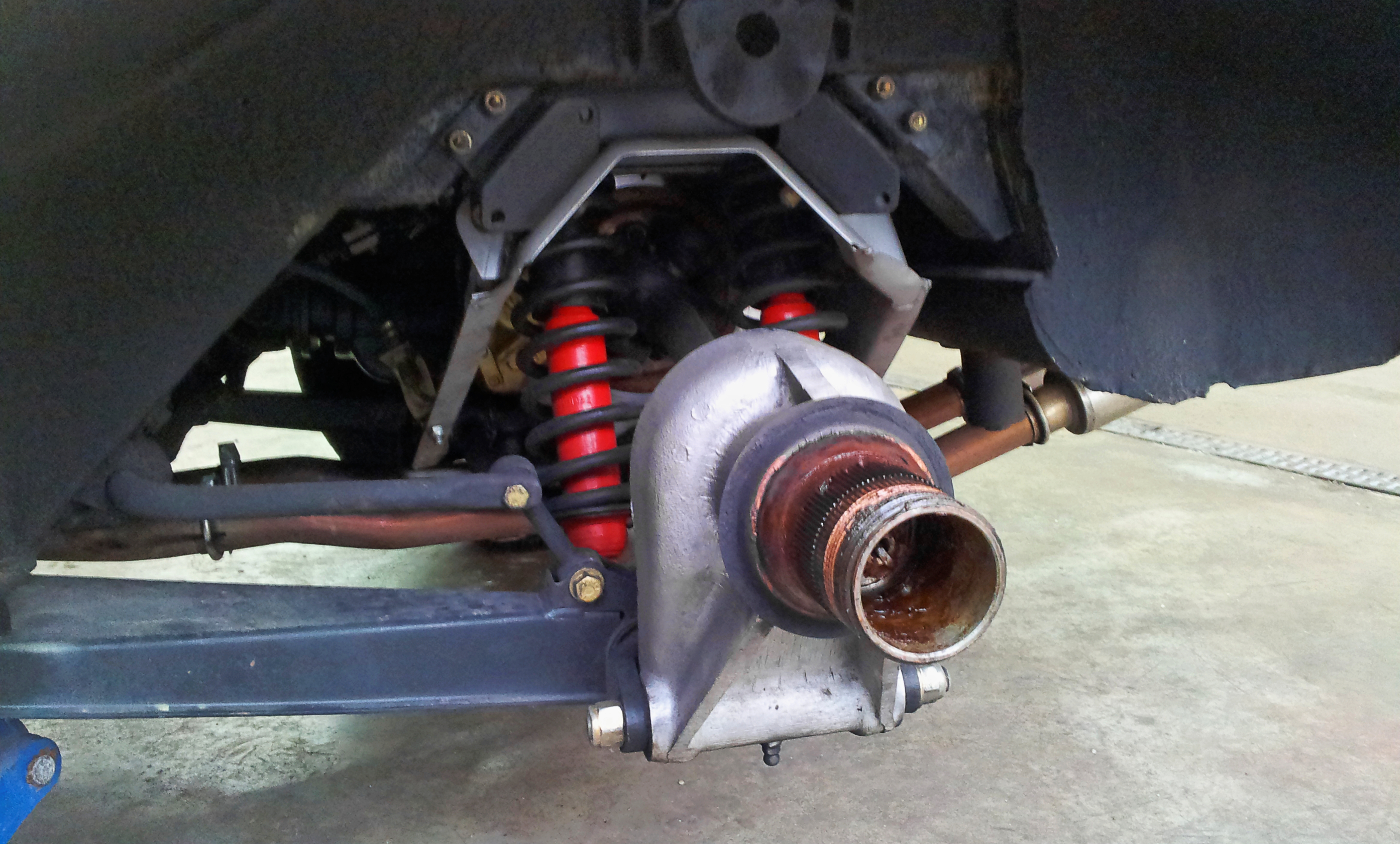
Hinterachse: Die Einzelradaufhängung mit Hilfsrahmen, vier Feder-Dämpfer-Einheiten, einem Längslenker und zwei Querlenkern pro Rad (einer davon war die Antriebswelle) sowie innenliegenden Scheibenbremsen war unkonventionell, sorgte aber für ein gutes Fahrverhalten.

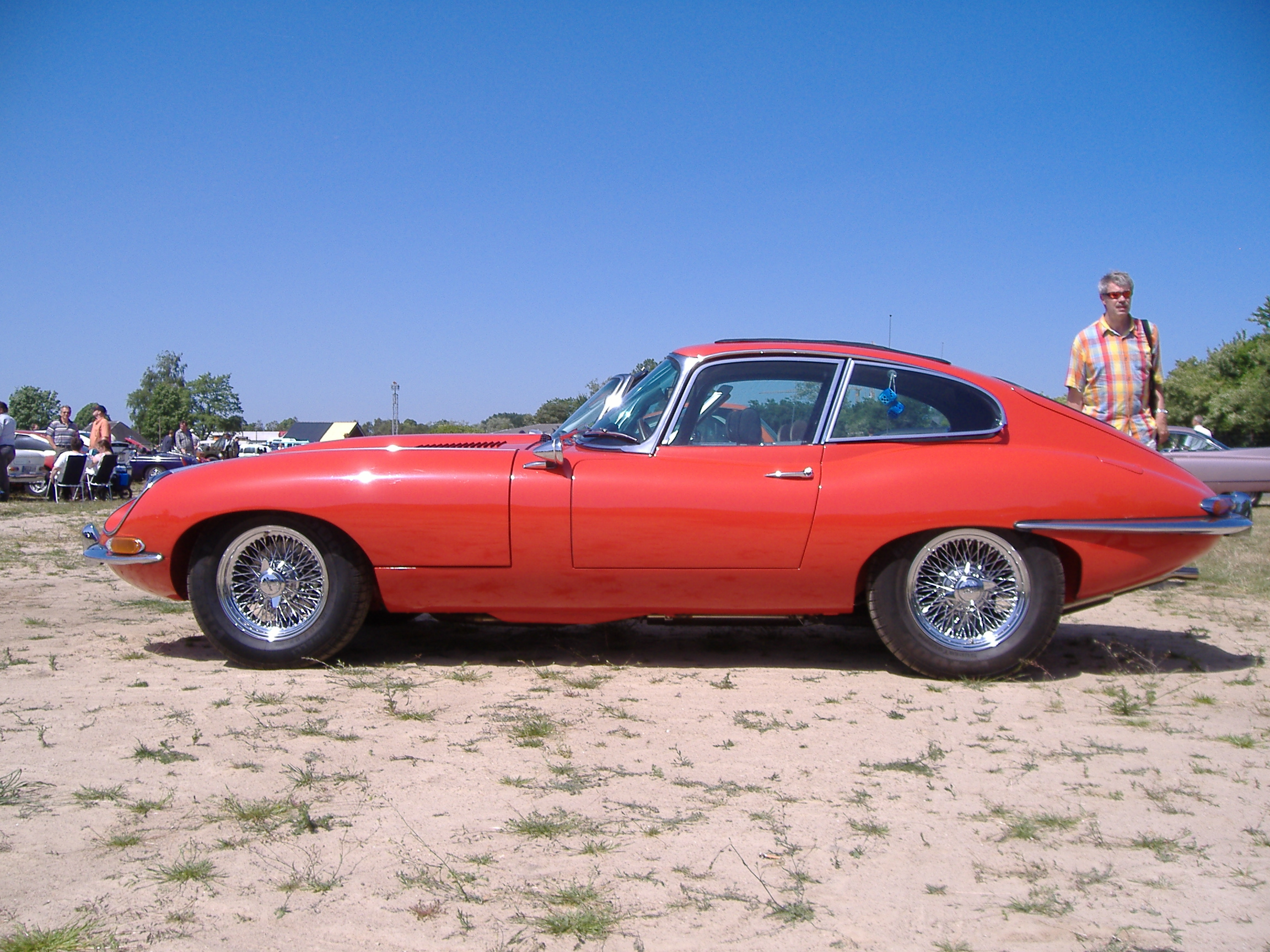
4.2 E-Type Seitenansicht

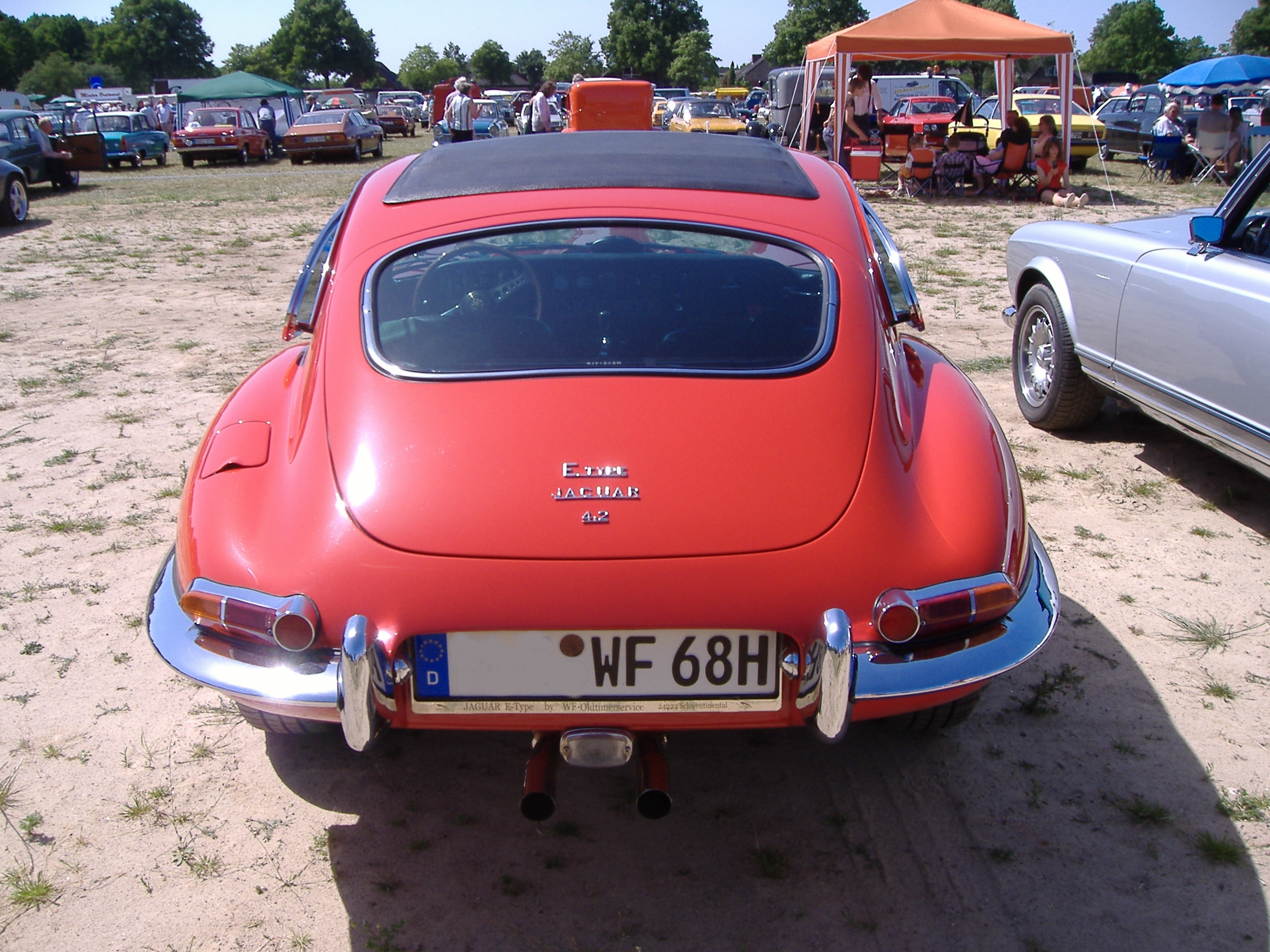
4.2 E-Type Heckansicht

1964 wurde der 3,8-Liter-Reihensechszylinder-Motor auf 4,2 Liter (4235 cm³) aufgebohrt, hat damit ein maximales Drehmoment von 384 Nm bei 4000/min bei gleicher Motorleistung (269 PS/197,6 kW bei 5400/min). Gleichzeitig wurde anstelle der Moss-Box mit ihrem unsynchronisierten ersten Gang und langen Schaltwegen ein voll synchronisiertes, von Jaguar selbst entwickeltes Viergang-Schaltgetriebe verwendet. Besonders die Verbesserung der schwach gepolsterten Sitze kam den Jaguar-Fahrern zugute.
1966 kam der 2+2 hinzu, ein Coupé mit längerem Radstand und zwei Notsitzen im Fond. Ist die Sitzlehne vorgeklappt, ergibt sich eine geräumige, allerdings durch die große Heckscheibe uneingeschränkt einsehbare Gepäckablage. Für den 2+2 war wahlweise ein Dreigang-Automatikgetriebe von BorgWarner erhältlich.
Die im Konkurrenzgefüge zur Corvette vorgeschobenen amerikanischen Sicherheits- und Umweltbestimmungen machten deutliche Modifikationen des E-Type erforderlich. So erschien 1968 der E-Type Serie II mit vielen Neuerungen. Die nun fehlenden Scheinwerferabdeckungen trafen den Stil der aerodynamischen Konstruktion hart, was damals im Hause Jaguar als Stilbruch angesehen wurde (schon ein Jahr vorher eingeführt bei der nachträglich so genannten Serie 1 ½), wobei die Scheinwerfer ab Serie II auch noch weiter nach vorn versetzt werden mussten, was in der zeitgenössischen Literatur als Desaster bezeichnet wurde und sich bis heute im Liebhabermarkt am erheblichen Wertunterschied widerspiegelt. Hinzu kamen Wippschalter am Armaturenbrett, eine größere Kühleröffnung, ebenfalls größere, jetzt unterhalb der Stoßfänger montierte Blinker- und Rücklichteinheiten und eine flacher stehende Windschutzscheibe beim 2+2.

## Jaguar E-Type V12

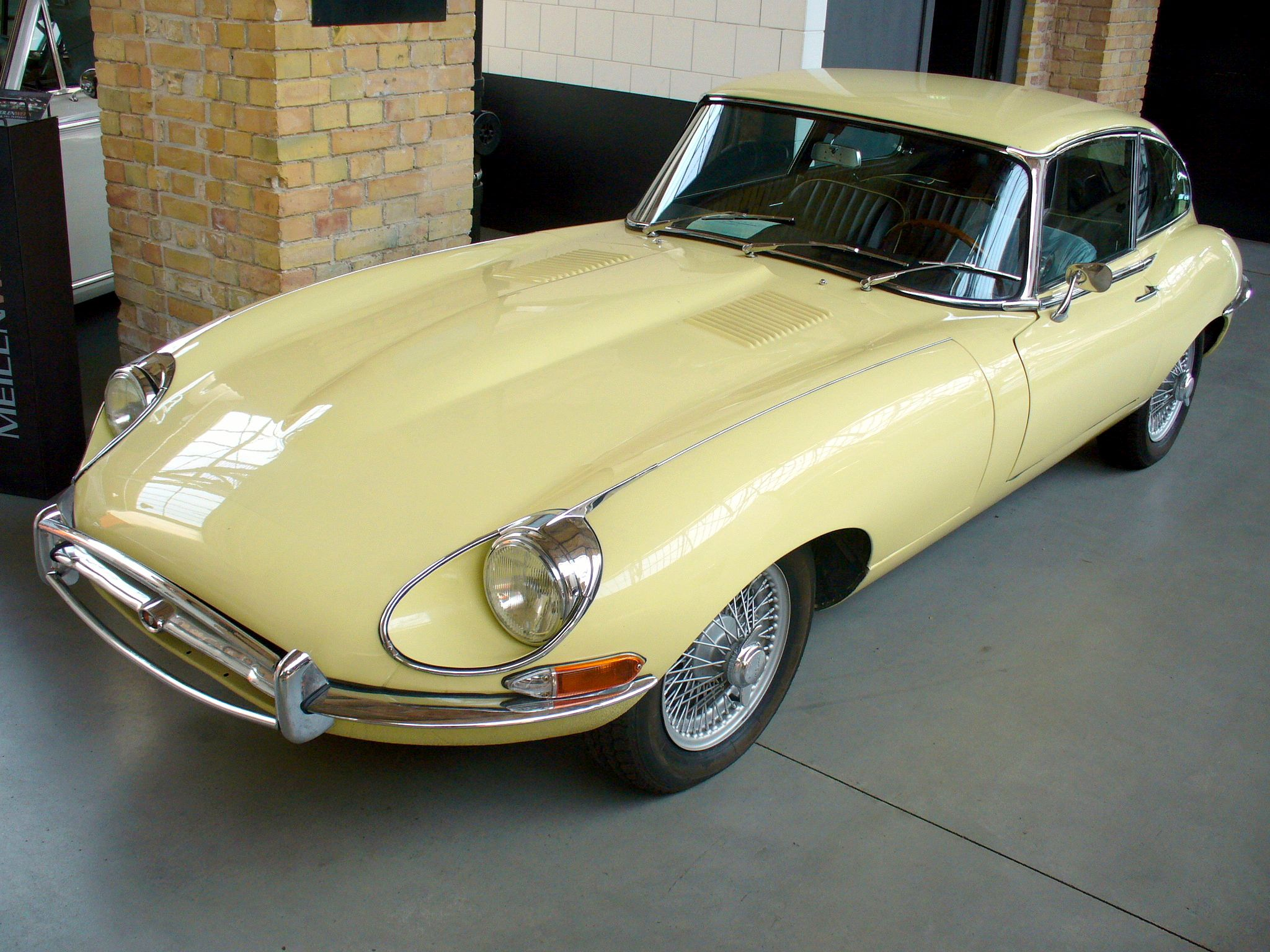
1967 Jaguar E-Type 2+2 Serie „1 1/2“

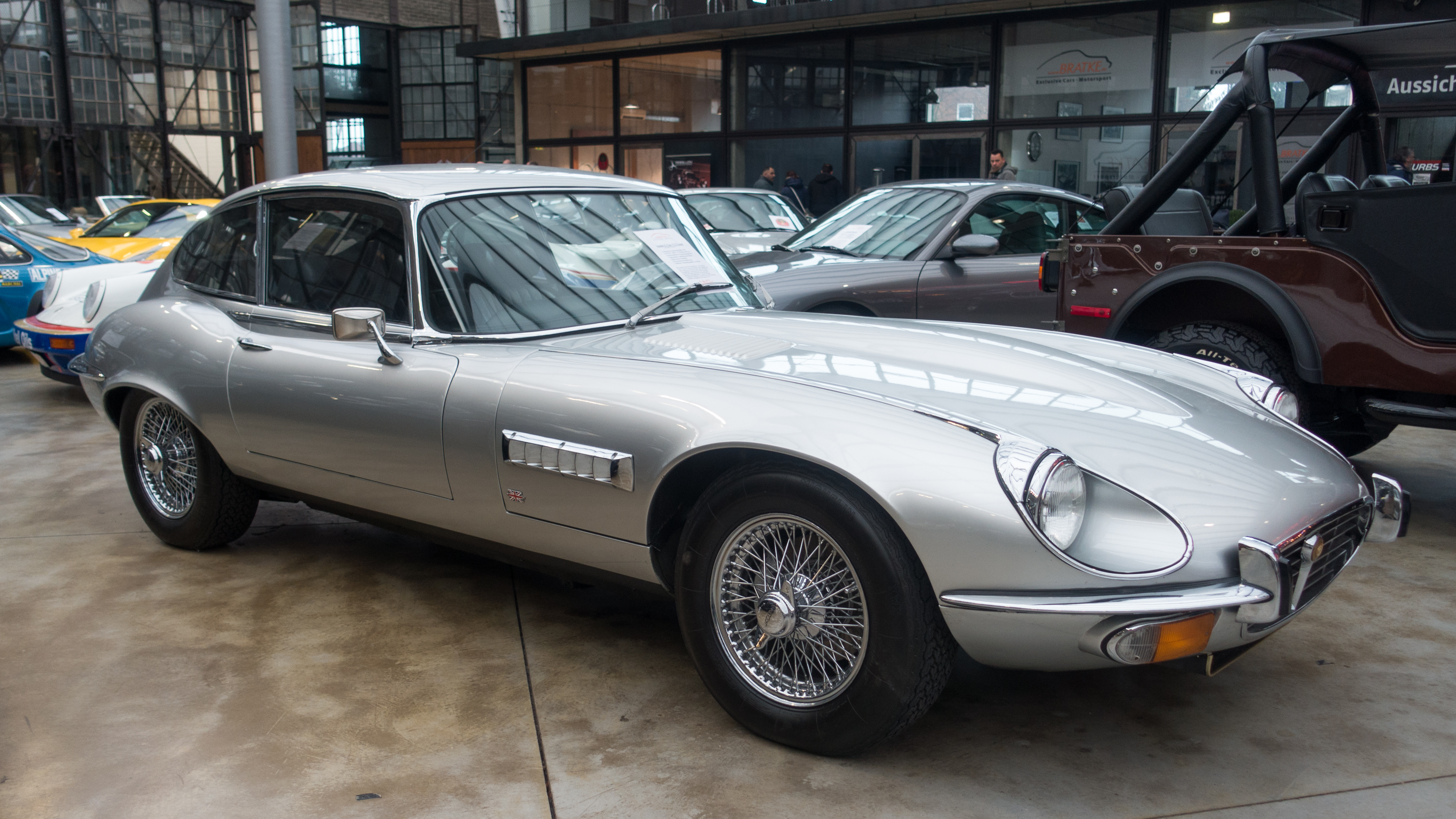
Jaguar E-Type V12 (1972)

1971 erhielt der E-Type einen neu entwickelten 5,3-Liter-(5343 cm³)-V12-Motor mit einer Leistung von 276 PS (203 kW) bei 5850/min und einem maximalen Drehmoment von 412 Nm bei 3600/min. Mit diesem V12-Motor, dessen Vorgänger bis ins Jahr 1935 zurückreichten, präsentierte Jaguar den ersten Großserienzwölfzylinder mit Leichtmetallblock und ebenen Heron-Zylinderköpfen mit Brennräumen im Kolbenboden. Die Brennräume wurden jedoch 1981, also nach Produktionsende des E-Type, entsprechend dem patentierten Fireball-Wirbelkammer-Design des Schweizer Konstrukteurs und ex-Rennfahrers Michael May geändert, dem sogenannten May head, was den Verbrauch um ca. drei Liter/100 km senkte. Diese Version mit der Zusatzbezeichnung HE/High Efficiency wurde in die letzten 12-Zylinder-Limousinen und Coupés von Jaguar, XJ und XJ-S, und in den Daimler Double Six eingebaut.
Die vorher wegen der amerikanischen Gesetzesanforderungen geringer gewordenen Fahrleistungen des E-Type wurden durch den V12-Motor wieder ausgeglichen, aber das Auto war insgesamt nicht mehr so aggressiv und agil wie zu Anfang – der Roadster hatte nun den langen Radstand des 2+2, das kurze Coupé war nicht mehr erhältlich. Vielen Liebhabern der Urversion galt das jetzige Modell als „zu weich“, und der vergitterte Kühlergrill nahm dem Wagen einiges von seiner ursprünglichen Aggressivität. Die Serie III hatte wegen der größeren Spurweite und der etwas breiteren Reifen verbreiterte Kotflügel, aber ansonsten den gleichen Aufbau. Die Scheibenbremsen waren nun vorne von innen belüftet. Am Markt hatte es der durstige E-Type V12 schwer, weil während seiner kurzen Ära die Ölkrise die Benzinpreise in die Höhe trieb.
Im September 1974 endete die Produktion des E-Type, was jedoch erst 1975 bekannt gegeben wurde. 15.508 Exemplare mit 3,8-Liter-Motor, 41.734 mit 4,2-Liter und 15.293 V12-Modelle wurden gebaut.

## E-Type 60th Collection
Im Jahr 2021 bot Jaguar anlässlich des 60. Jahrestages der Präsentation des Modells in Genf 6 nachgebaute Paare des E-Type (jeweils Coupe und Cabrio) zum Preis von 850.000 € an. Technisch sind diese überwiegend auf dem Stand von 1961, allerdings wurde hinter der Radioblende ein Navigationssystem eingebaut.

## Jaguar E-TypeLightweight(1963)

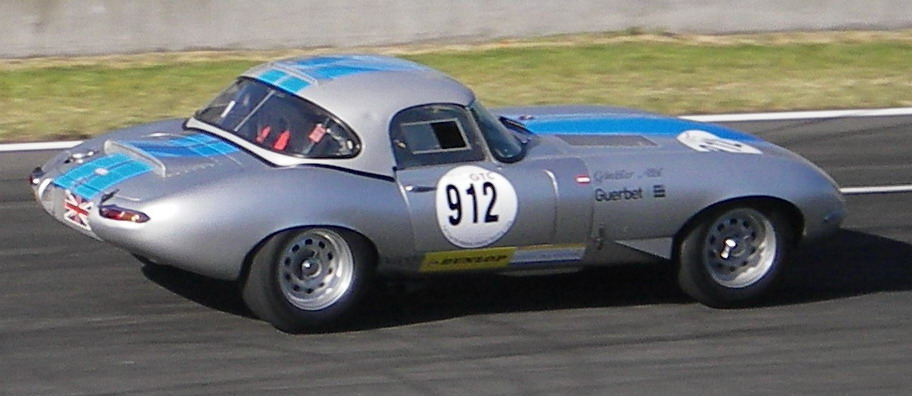
Der Jaguar E-Type Lightweight in der Standard-Version von 1963

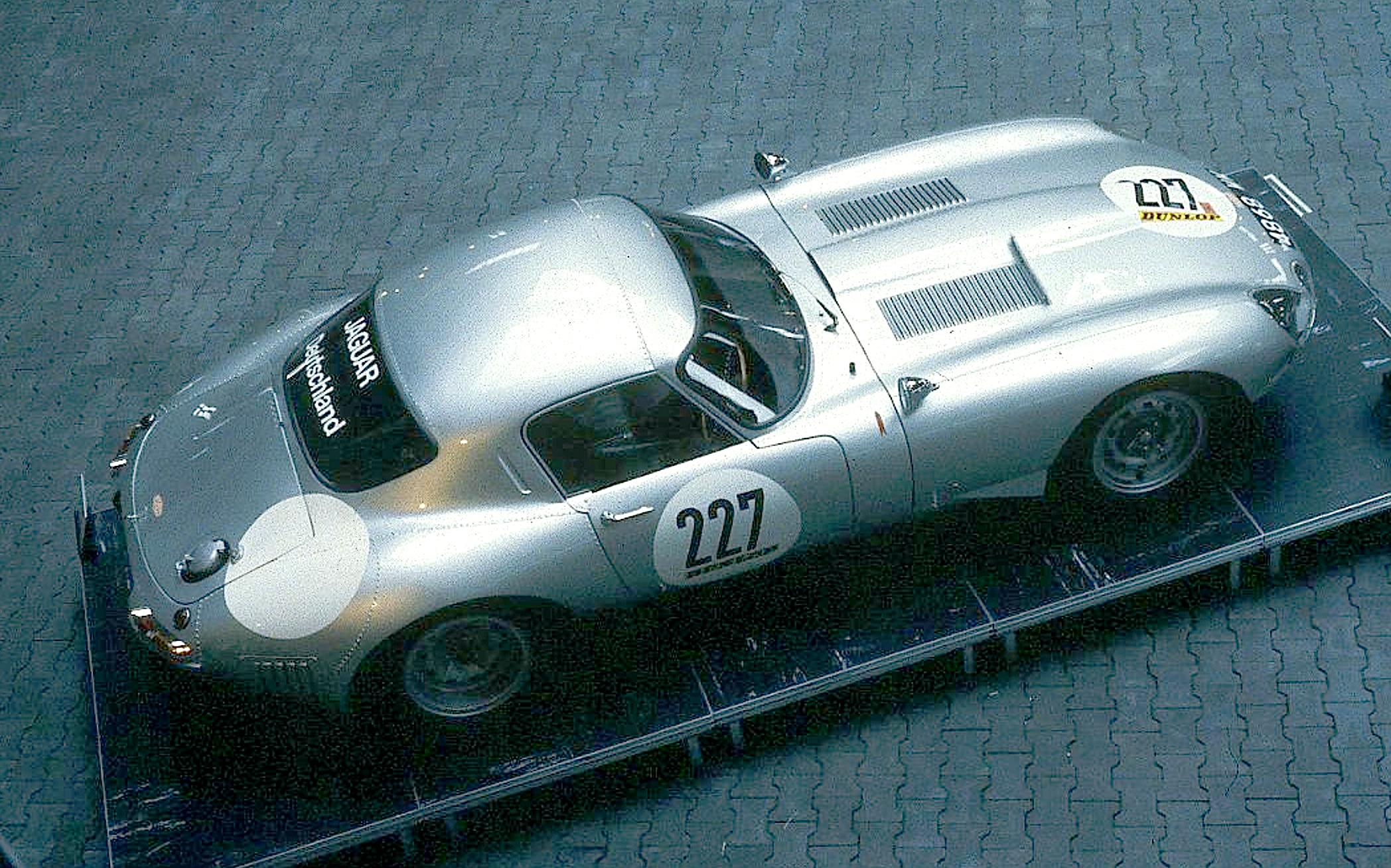
Peter Lindners „Low-Drag-E-Type“ von 1964 (aufgenommen 1984)

### Konstruktion und Fahrleistungen
Speziell für den Rennsport konstruierte Jaguar im Winter 1962/63 eine leichtere Version des E-Type, die die Bezeichnung Lightweight erhielt. Sie wich sowohl äußerlich als auch in der Technik erheblich von der Serienversion des E-Type ab. Anders als bei den Serienfahrzeugen war das Monocoque des Lightweight aus Aluminiumblechen gefertigt und Teile des Rahmens und der Aufhängung waren verstärkt. Der hintere Hilfsrahmen wurde im Hinblick auf eine bessere Verwindungssteifigkeit vom Jaguar Mark X übernommen, die vorderen Bremssättel kamen vom Jaguar Mark IX.
Auch der Motor des Wagens wurde überarbeitet. Während der Motorblock des 3,8 Liter großen Sechszylindermotors der Serienversion aus Grauguss hergestellt war, bestand der Block bei den Lightweight-Modellen aus Aluminium. Der Zylinderkopf ging konzeptionell auf eine im Jaguar D-Type verwendete Konstruktion aus dem Jahr 1955 zurück; für den Lightweight war er aber im Bereich der Auslassventile überarbeitet worden. Die Verdichtung wurde auf 9,5 : 1 angehoben. Diese Modifikationen erhöhten die Motorleistung auf etwa 320 PS (235 kW).
Auch die Karosserie des Lightweight bestand weitgehend aus Aluminium. Stilistisch entsprach sie annähernd der des E-Type Roadster und war mit einem knappen Hardtopdach ausgestattet. Der Lightweight wog leer 920 kg. Der Lindner-Lightweight erreichte 1964 eine Höchstgeschwindigkeit von 259 km/h.
1963 entstanden insgesamt zwölf Exemplare des Lightweight, die konstruktiv weitgehend gleich waren. Zu den Kunden zählten der amerikanische Rennfahrer Briggs Cunningham, der insgesamt drei Lightweight-Fahrzeuge kaufte, der deutsche Jaguar-Importeur und Rennfahrer Peter Lindner, Kjell Qvale sowie John Coombs, der das Lightweight-Projekt Ende 1962 initiiert hatte.

### Der Lindner-Lightweight

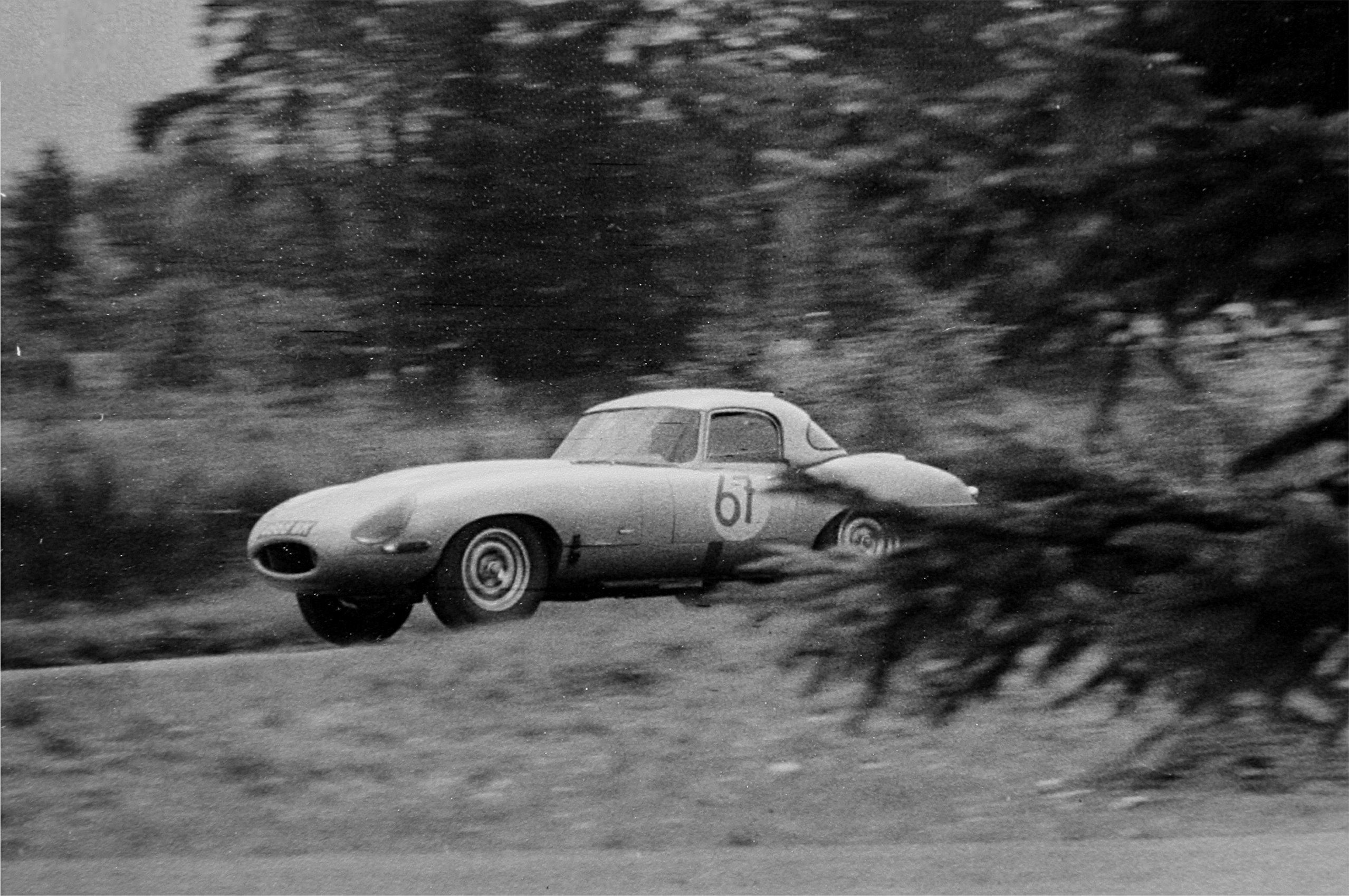
Peter Lindner 1963 auf dem Nürburgring

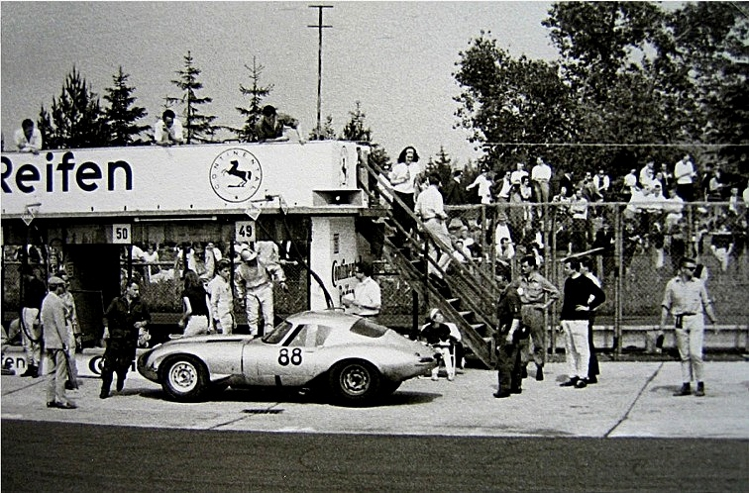
Der Lightweight von Lindner/Nöcker in der 1964er „Low-Drag“-Version bei einem Boxenstopp 1964

Eine Sonderstellung innerhalb der zwölf Lightweight-Fahrzeuge nimmt der Lightweight mit der Chassisnummer S850662 ein, der im Mai 1963 an Peter Lindner ausgeliefert wurde. Der Wagen entsprach zunächst technisch und auch äußerlich den anderen Lightweight-Modellen, hatte aber angesichts einer auf 10,1 : 1 erhöhten Verdichtung eine Motorleistung von 344 PS (253 kW). Lindner setzte das Auto 1963 bei zahlreichen Sportwagenrennen ein.
Im Winter 1963/64 ließ Lindner seinen Lightweight bei Jaguar weitgehend überarbeiten. Der Wagen erhielt zahlreiche neue Teile, darunter ein Schnellschaltgetriebe. Auch die Karosserie wurde für 1964 neu gestaltet. Anstelle des herkömmlichen Hardtop-Aufbaus erhielt Lindners Wagen eine windschlüpfige Karosserie mit Fließheck, die der Jaguar-Stylist Malcolm Sayer entworfen hatte. Lindners überarbeiteter Lightweight wird unter Anspielung auf seinen reduzierten Luftwiderstand in der britischen Motorpresse häufig als „Low-Drag-E-Type“ bezeichnet.
Der Low-Drag erwies sich als sehr schnell, konnte bei Rennen aber keine Erfolge erzielen. Lindners Low-Drag-E-Type wurde bei einem Unfall 1964 vollständig zerstört.
Seit den 1970er-Jahren existiert mindestens ein fahrbereites Exemplar im Stil von Lindners Low-Drag-E-Type. Ob es sich dabei um einen Wiederaufbau des 1964 zerstörten Fahrzeugs handelt oder ob es ein Nachbau ist, ist nicht zweifelsfrei geklärt. Einige Quellen gehen davon aus, dass dieses Fahrzeug auf dem Originalchassis des Lindner-Wagens beruht. Nach Maßgabe einer deutschen Quelle dagegen baute der britische Jaguar-Spezialist Lynx in den 1970er-Jahren „unter Verwendung eines vorhandenen Aluminium-Monocoques“ und zahlreicher Neuteile ein Fahrzeug auf, das Lindners Original von 1964 „fast ganz genau entspricht“. Dieses Auto soll einige Jahre in der Rosso Bianco Collection in Aschaffenburg ausgestellt worden sein, wo sich zugleich auch das Wrack des Originalfahrzeugs befunden haben soll. Damit korrespondiert eine Meldung aus dem Jahr 2011, wonach Lindners Wrack erst Anfang des 21. Jahrhunderts mit großem Aufwand restauriert worden sein soll.

### Renneinsätze
Der E-Type Lightweight kam zwischen 1963 und 1966 bei zahlreichen Langstreckenrennen zum Einsatz. Er fuhr u. a. in Sebring und mehrfach beim 24-Stunden-Rennen von Le Mans. Zu den bekanntesten Lightweight-Piloten gehörten Briggs Cunningham, Jackie Stewart und Peter Lindner.
Die Wagen erwiesen sich als sehr schnell, erzielten aber nur wenige Erfolge. Peter Lindner etwa führte mit seinem Lightweight (in der ersten Version) beim 1000-km-Rennen auf dem Nürburgring 1963 in der ersten Runde, fiel aber nach einem technischen Defekt aus. Lediglich beim 12-Stunden-Rennen von Reims 1964 gelang einem Lightweight-Piloten ein Klassensieg: Dick Protheroe kam als Gesamt-Achter ins Ziel und siegte in der GT-Klasse über drei Liter Hubraum. Beim 1000-km-Rennen von Paris wurde Protheroe gemeinsam mit John Coundley Siebter und gewann erneut seine Klasse.
Lindner verunglückte am 11. Oktober 1964 mit seinem Low-Drag-E-Type im französischen Montlhéry bei Paris tödlich. Sein Auto, das in dieser Form ein Einzelstück war, wurde vollständig zerstört.

## Jaguar E-TypeLightweight(2014)
Die Lightweight-Serie von 1963 war als limitierte Auflage von 18 Exemplaren geplant. Allerdings wurde die Produktion aus nicht bekannten Gründen nach den ersten zwölf Fahrzeugen bereits eingestellt. Rund fünfzig Jahre später nahm Jaguar im Jahr 2014 die Fertigung wieder auf. Die fehlenden sechs Lightweights wurden nach den originalen Konstruktionsplänen von 1963 gebaut.
Sie erhalten die Chassis-Nummern 13 bis 18.

## Jaguar E-Type als Oldtimer
Der Jaguar E-Type ist heute ein begehrter Oldtimer, wobei die höchsten Preise die Roadster der ersten Serien erzielen, am günstigsten sind die 2+2-Coupés der Serien II und III. In der Regel sind Roadster um die Hälfte teurer als vergleichbare Coupés.
Generell sind die frühen Versionen mit den Scheinwerferabdeckungen die meistgesuchten, dicht gefolgt von den Roadstern mit 12-Zylinder-Motoren. Für alle späteren Modelle ab Serie 1,5 sind seit 1999 nachrüstbare Scheinwerferabdeckungen als „Design Restoration Kit“ erhältlich.

## Jaguar E-Type Zero
2018 wurde bekannt, dass Jaguar den E-Type auf Batteriebetrieb umstellen wollte. Damit sollten sowohl alte E-Type umgerüstet werden wie auch eine neue Serie mit Batteriebetrieb entstehen. Auf Basis des Jaguar I-Pace sollten 2020 die ersten Auslieferungen erfolgen. Mit 40-kWh-Akku und 270 km Reichweite bei 220 kW (299 PS) sollte eine Beschleunigung von 0 auf 100 km/h in 5,5 Sekunden und eine Höchstgeschwindigkeit von 240 km/h erreicht werden.
Im November 2019 wurde bekannt, dass Jaguar die Pläne für den E-Type Zero ohne Angabe von Gründen auf unbestimmte Zeit pausieren lässt.

## Preise und Auszeichnungen
Der Jaguar E-Type wurde als Oldtimer mehrfach prämiert. Unter anderem verlieh 2011 die britische Institution of Mechanical Engineers dem Modell als erstem Automobil den Engineering Heritage Award. 2015 verlieh eine internationale Jury der Messe „Classic & Sports Car – The London Show“ dem E-Type den Titel des besten britischen Autos aller Zeiten. 2017 erhielt er zum zweiten Mal den deutschen Motor Klassik Award; im selben Jahr wählte eine internationale Jury der deutschen Zeitschrift Auto Bild Klassik den Jaguar E-Type zum schönsten Auto aller Zeiten.

## Umbau
2024 wurde über einen Umbau eines Exemplars durch die englische Firma Electrogenic zu Elektroantrieb berichtet.

## Nachbauten
Zahlreiche Unternehmen in Großbritannien und in den USA boten und bieten noch immer Nachbauten des E-Type an. Einige von ihnen wie etwa Lynx stellten Komplettfahrzeuge her, andere wie Triple C fertigten Bausätze.

## Bilder

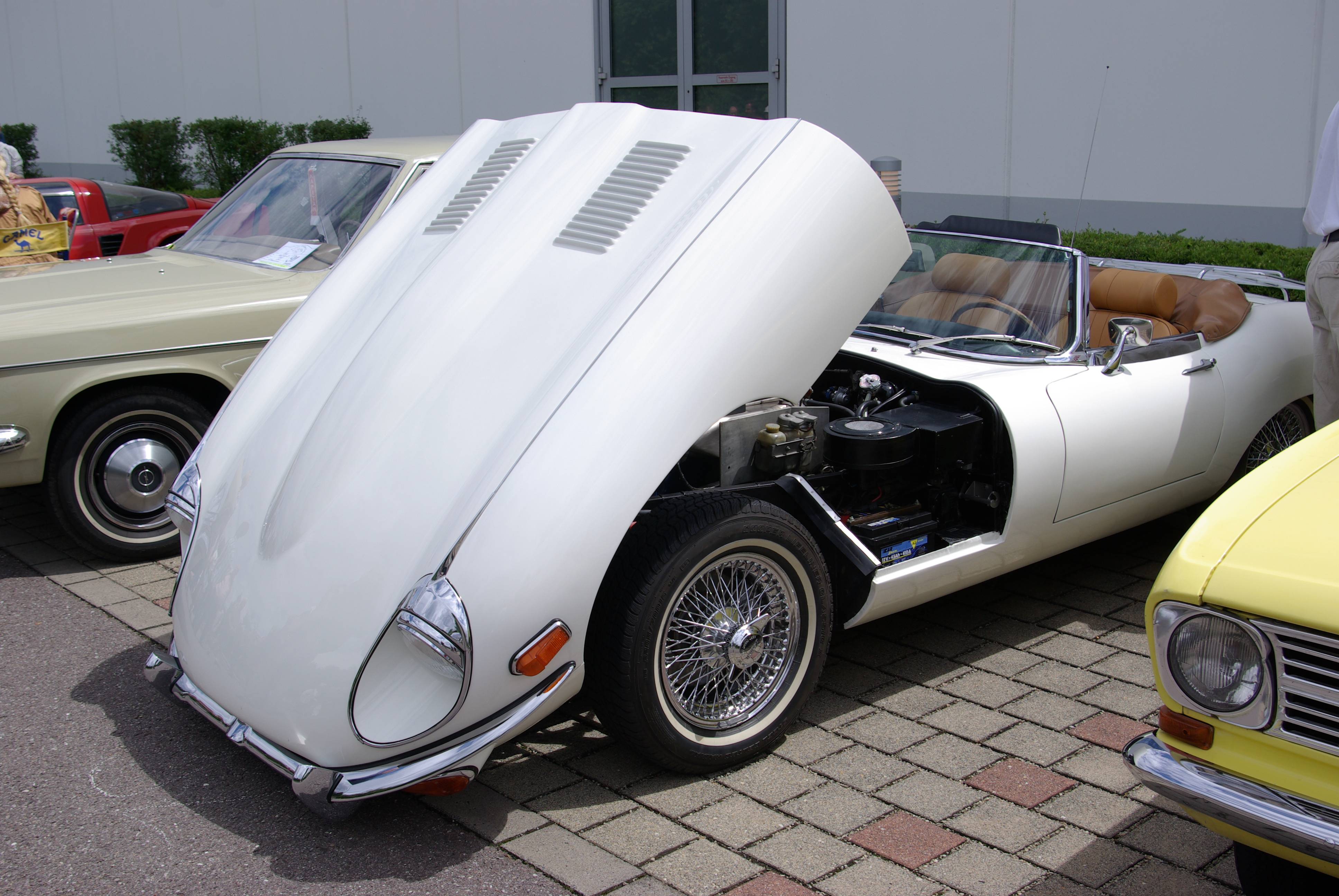
E-Type mit geöffneter Haube
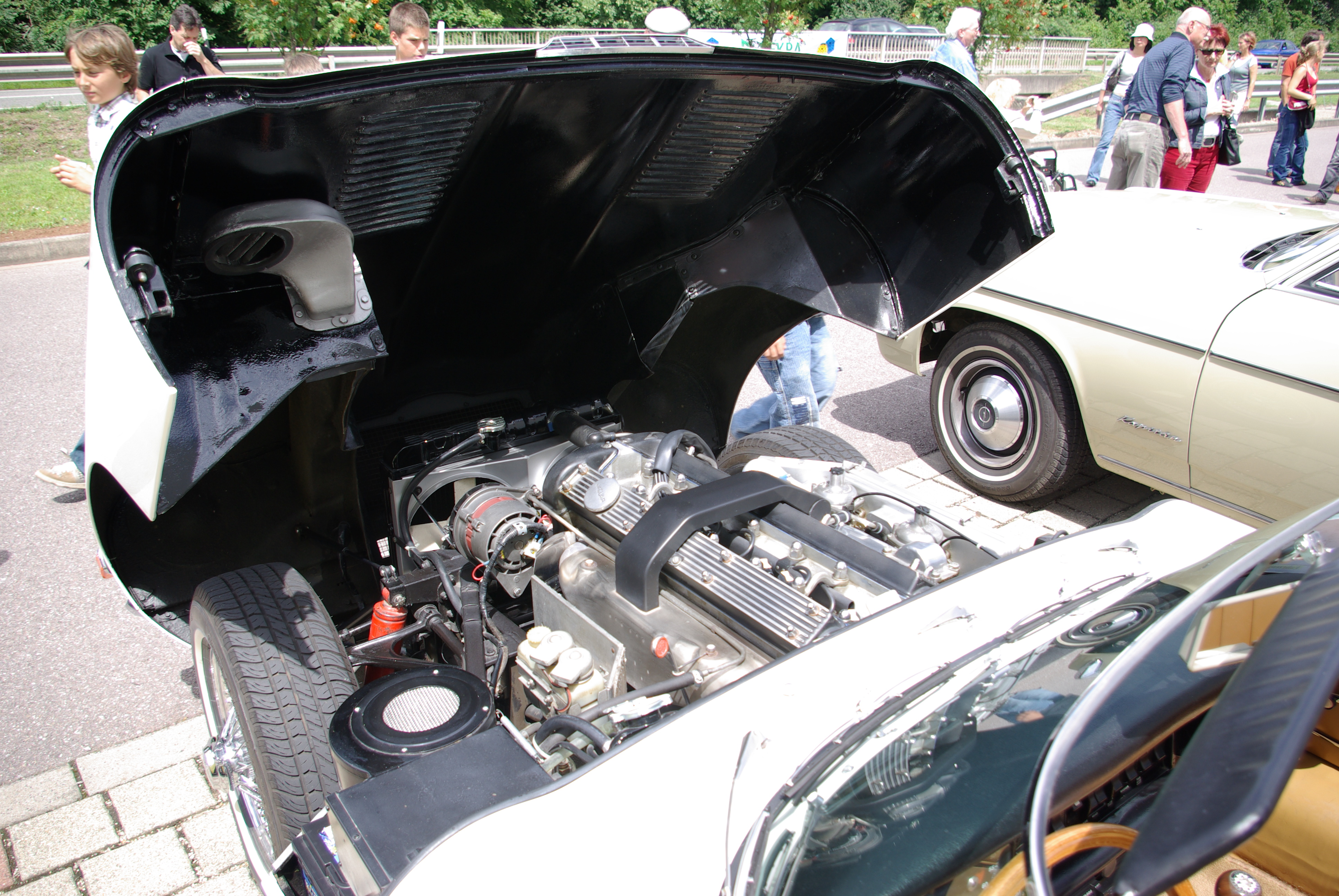
E-Type mit geöffneter Haube, Blick auf den 4,2-Liter-Sechszylinder
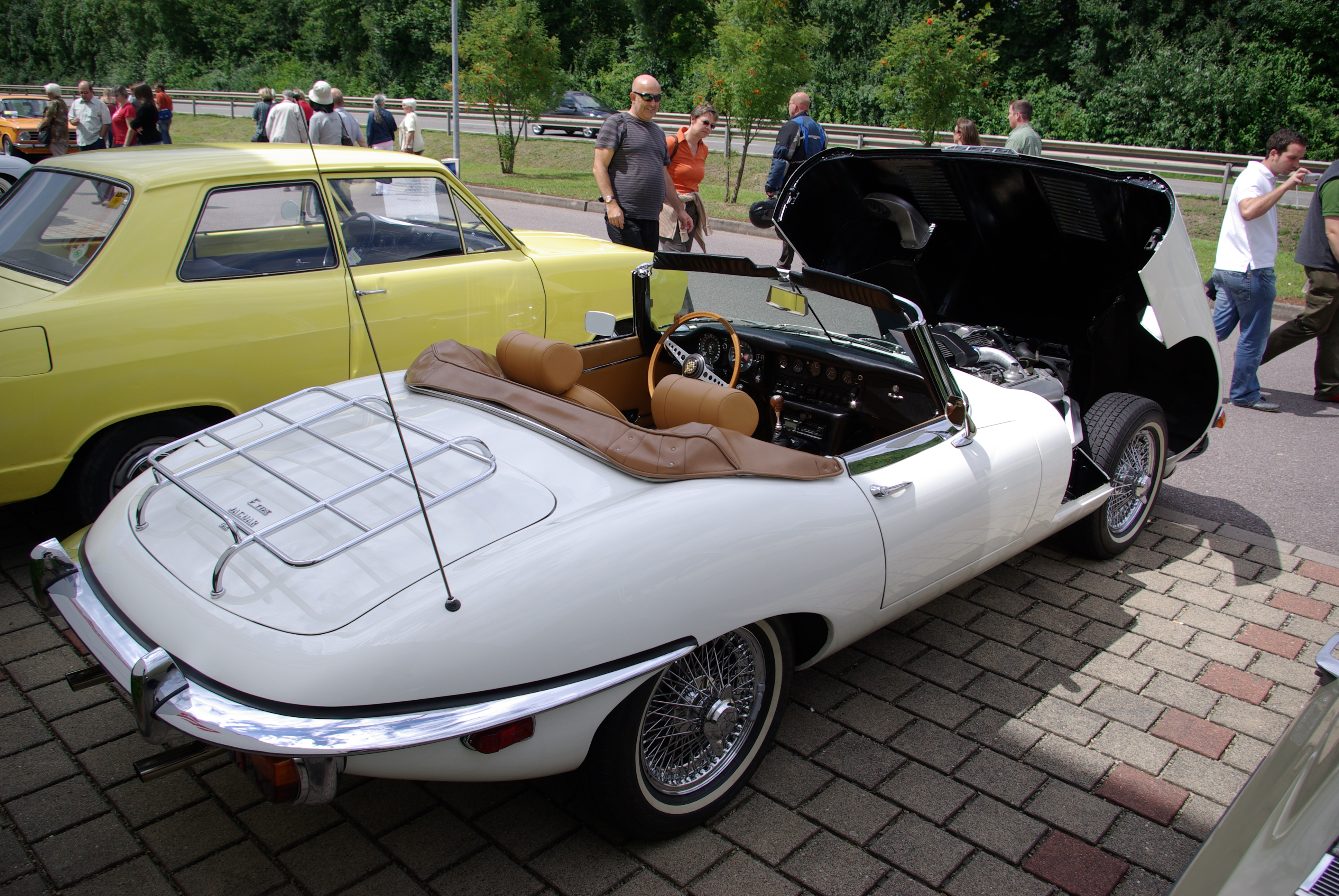
E-Type mit geöffneter Haube
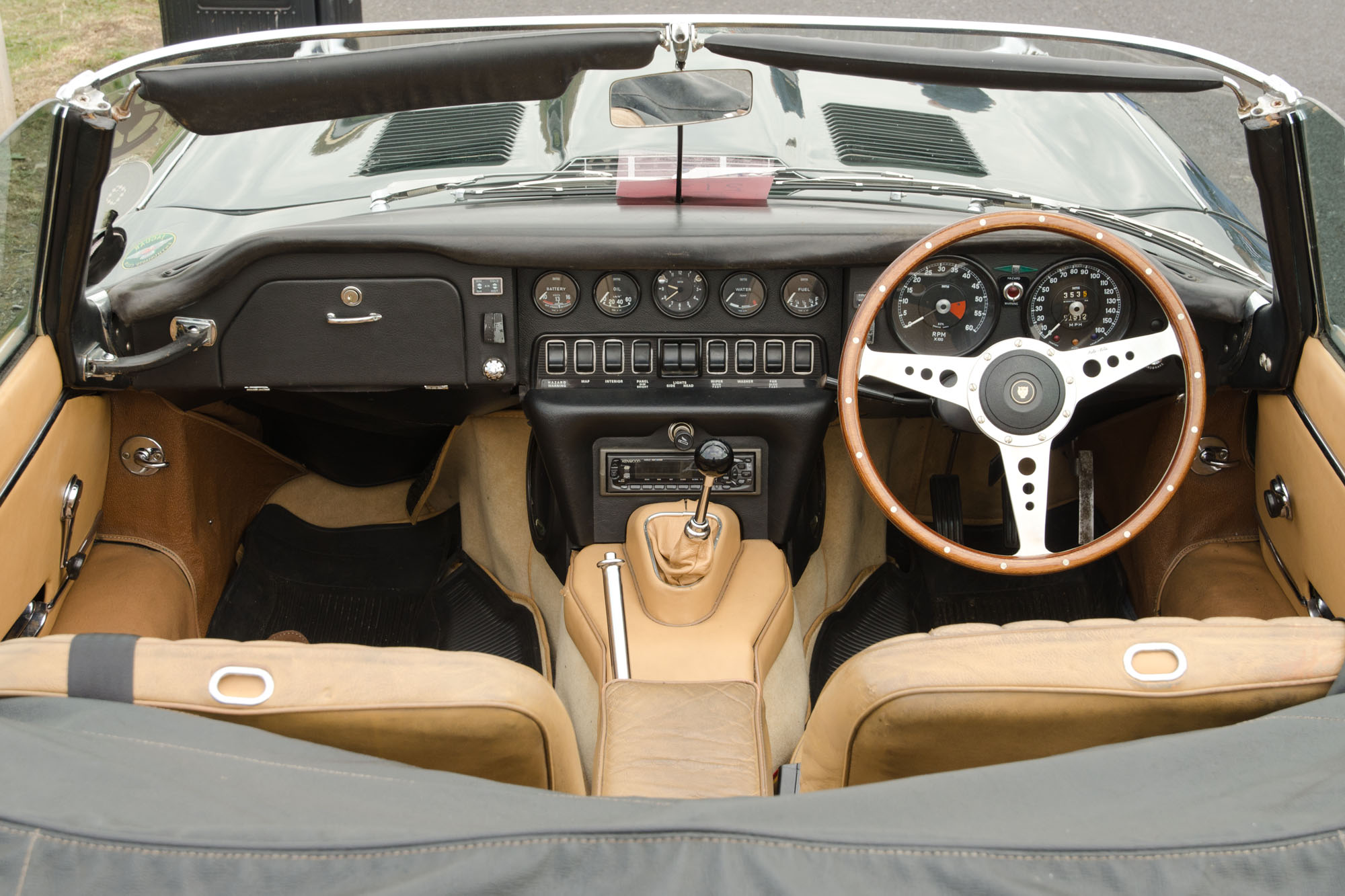
E-Type Cockpit
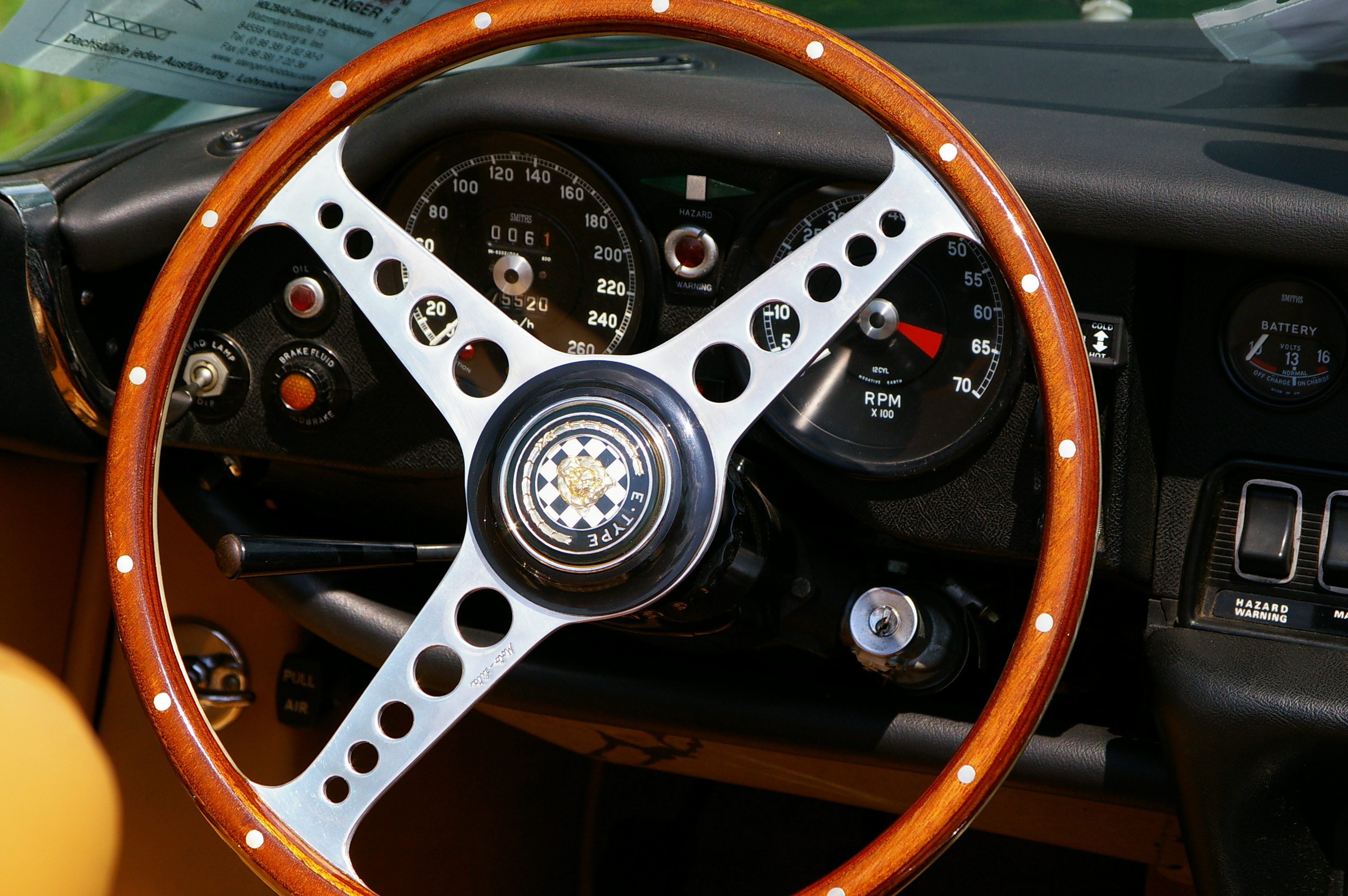
E-Type Armaturenbrett
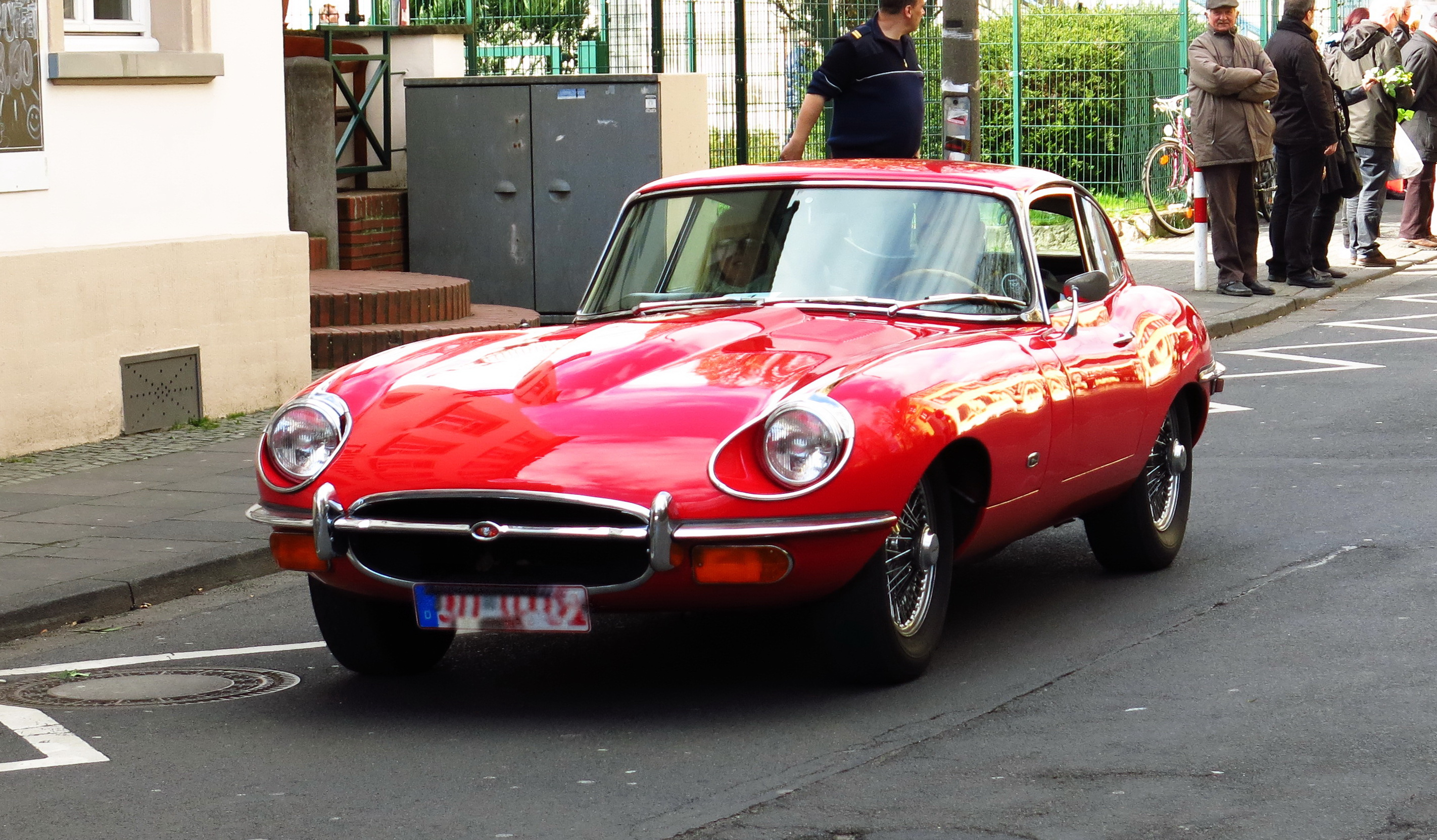
E-Type bei dem Oldtimertreffen „Beuel Classics“
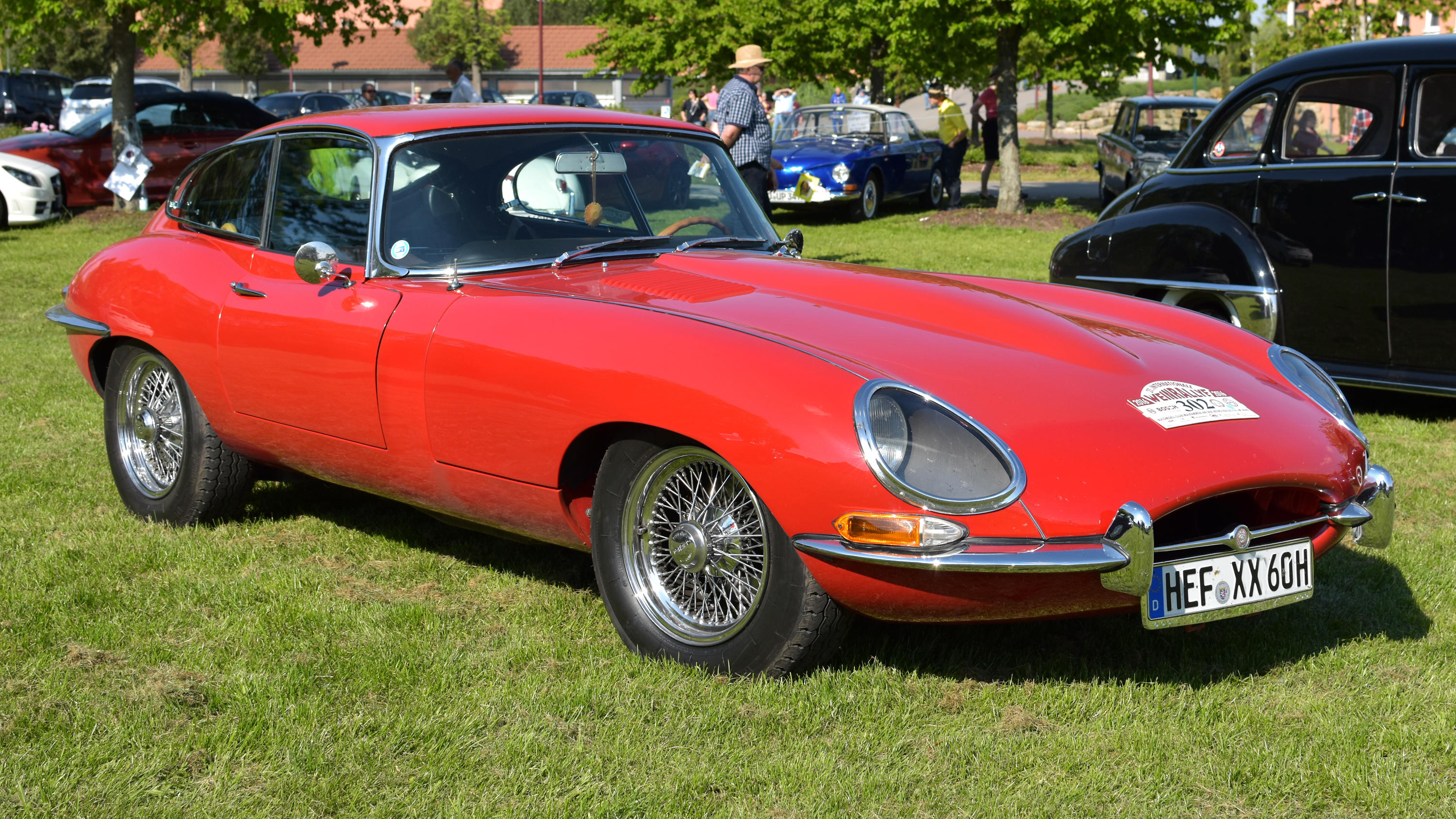
E-Type S1 Coupe, Baujahr 1965
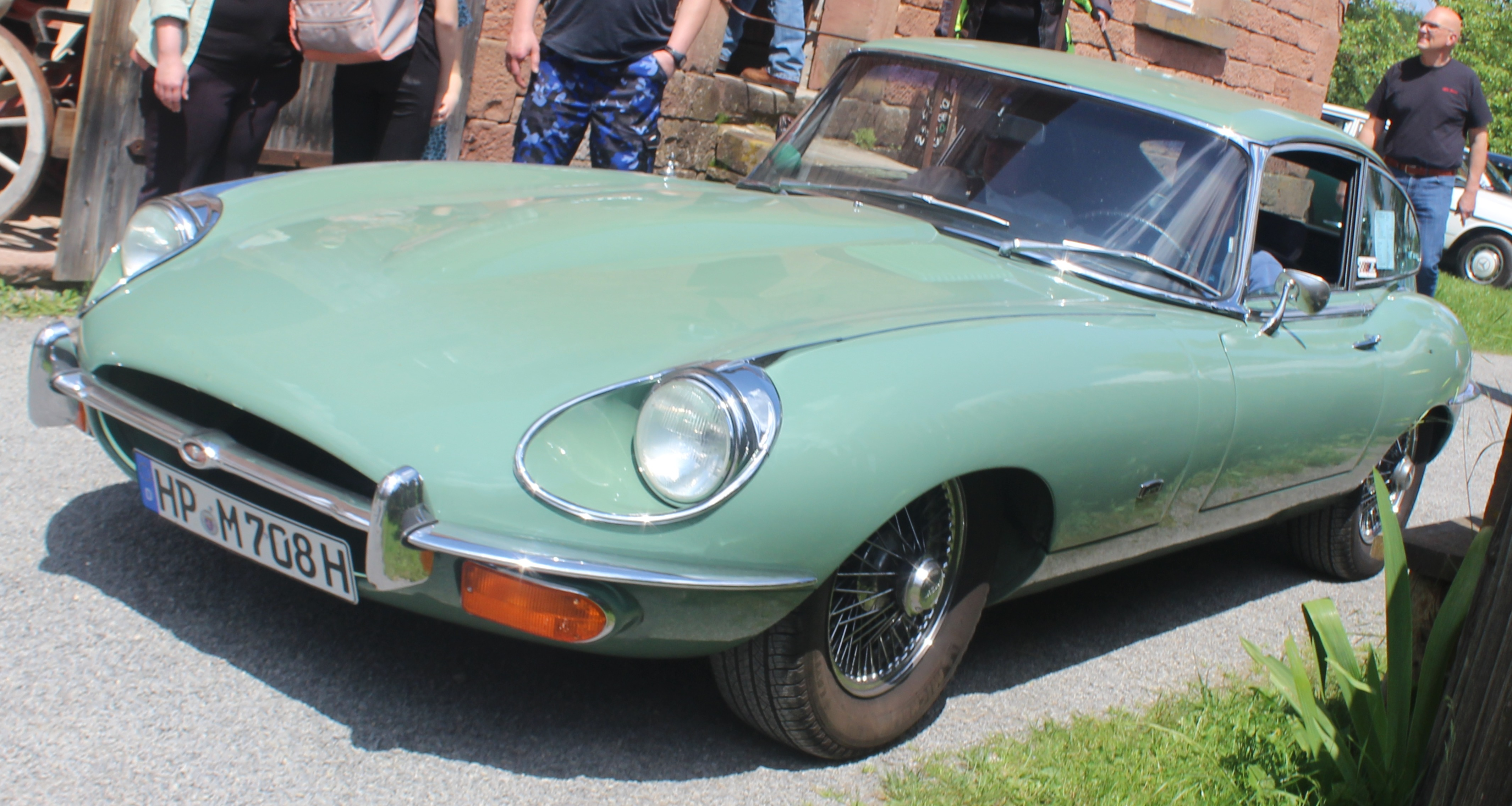
Jaguar E-Type 4.2, Serie II / Coupé 2+2, Baujahr 1969
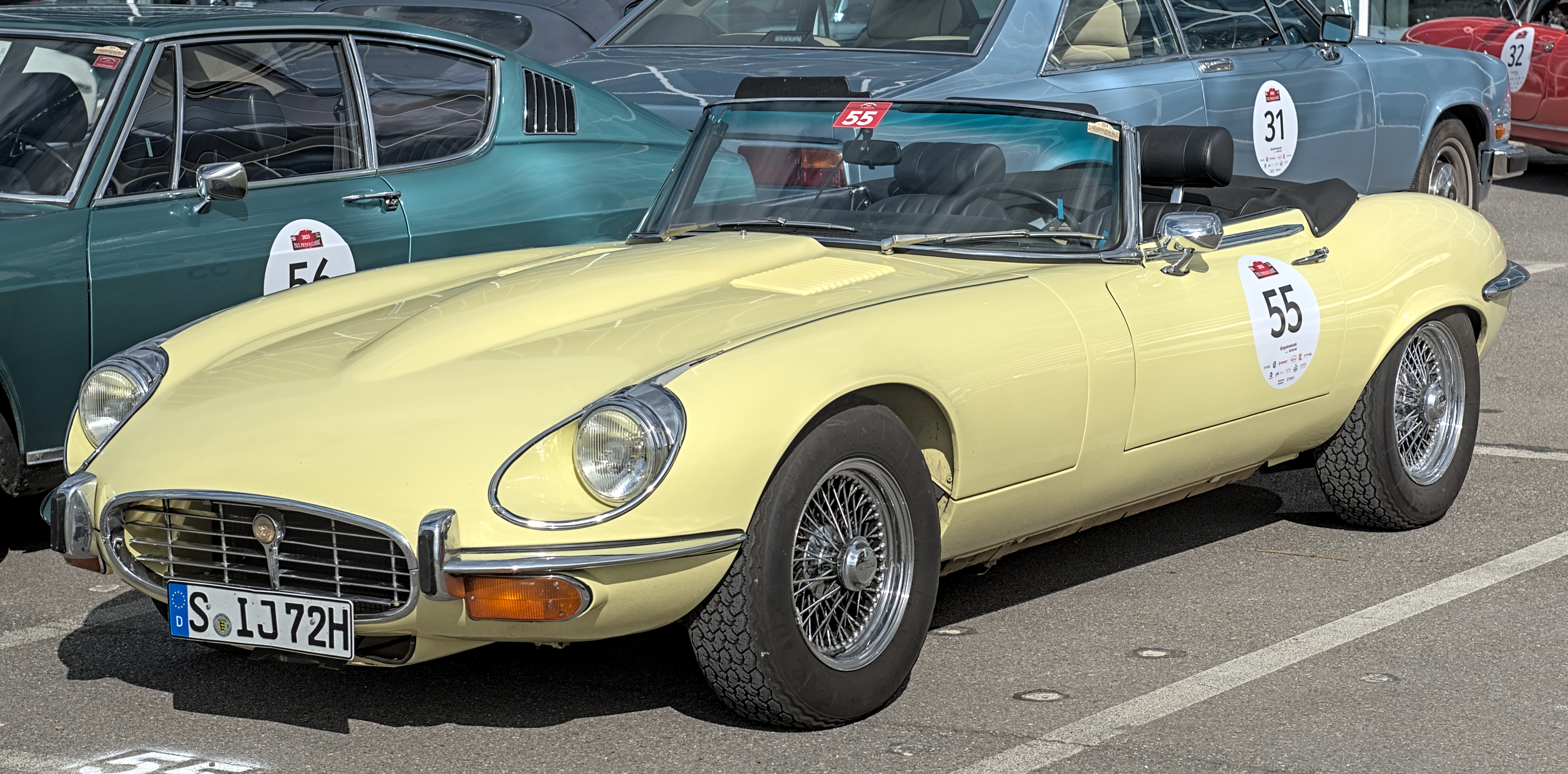
Jaguar E-Type Serie III, Baujahr 1972
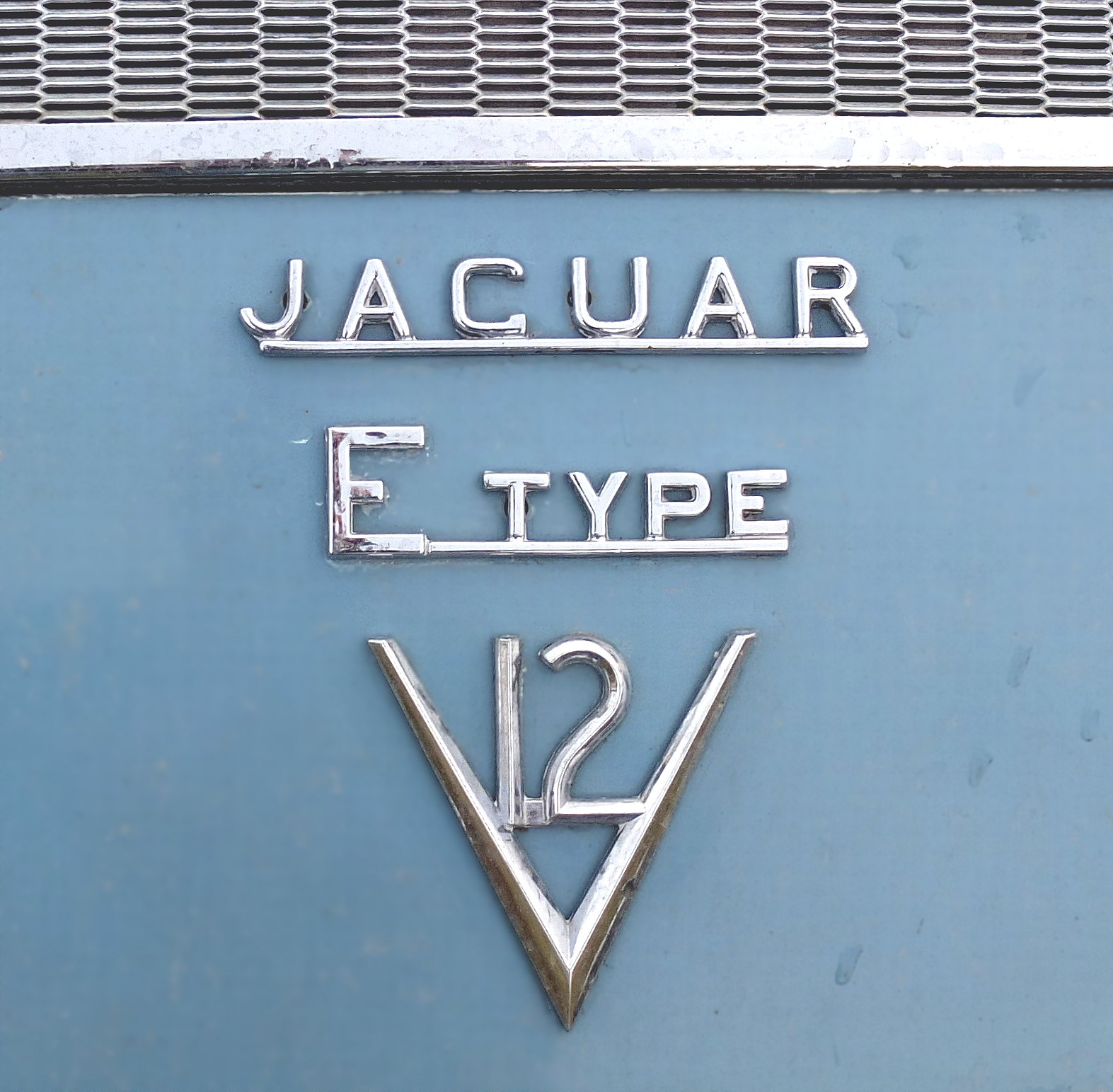
Logo eines E-Type (Serie III), Bj. 1972, mit einem 5.3 ltr. Zwölfzylindermotor